# Präsidentschaftswahl in Litauen 2009

Standarte des Präsidenten

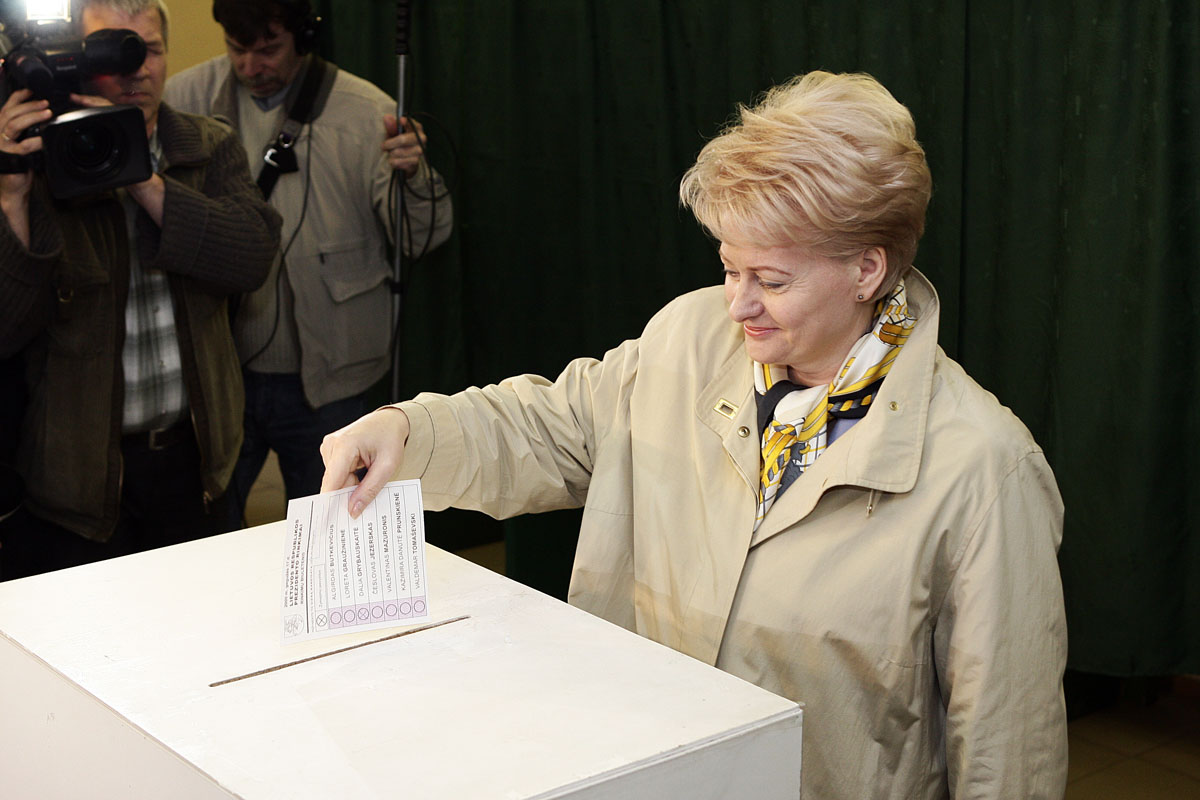
Dalia Grybauskaitė bei der Präsidentschaftswahl in Litauen 2009

Die Präsidentschaftswahl in Litauen 2009 fand am 17. Mai 2009 statt. Bereits im ersten Wahlgang wurde dabei die frühere EU-Kommissarin Dalia Grybauskaitė zum neuen Staatsoberhaupt von Litauen gewählt.

## Kandidaten
Die Wahlkommission registrierte insgesamt 14 Kandidaten, von denen sieben im Vorfeld ausschieden, teilweise weil die nötigen 20.000 Unterstützerunterschriften nicht erreicht wurden. Der Unternehmer Vladimiras Romanovas wurde als Kandidat abgelehnt, weil er nicht in Litauen geboren wurde.

### Ausgeschiedene Kandidaten
- Arūnas Valinskas[1] (Parlamentspräsident; Tautos prisikėlimo partija; Kandidatur zurückgezogen)
- Algirdas Pilvelis (nötige Unterstützerunterschriften nicht erreicht)
- Algimantas Matulevičius (nötige Unterstützerunterschriften nicht erreicht)
- Zigmas Vaišvila (nötige Unterstützerunterschriften nicht erreicht)
- Vidmantas Sadauskas (nötige Unterstützerunterschriften nicht erreicht)
- Vytautas Kundrotas (nötige Unterstützerunterschriften nicht erreicht)
- Jonas Jankauskas (nötige Unterstützerunterschriften nicht erreicht)
- Vladimiras Romanovas (russisch Wladimir Romanow; von der Wahlkommission zurückgewiesen).

### Angetretene Kandidaten
- Dalia Grybauskaitė (EU-Kommissarin für Finanzen und Haushalt)[2]
- Valentinas Mazuronis
- Kazimiera Prunskienė (ehemalige Premierministerin)
- Česlovas Jezerskas
- Valdemar Tomaševski (polnisch Waldemar Tomaszewski)
- Loreta Graužinienė
- Algirdas Butkevičius

## Umfrageergebnisse
Laut Umfrageergebnissen war Dalia Grybauskaitė bereits im Vorfeld unangefochtene Favoritin der Wahl. Sie wurde demnach von etwa drei Vierteln der litauischen Bürger unterstützt.

## Wahlergebnis
| Kandidaten                           | Kandidaten           | Parteien                                | Stimmen   | %    |
| ------------------------------------ | -------------------- | --------------------------------------- | --------- | ---- |
|                                      | Dalia Grybauskaitė   | Parteilos                               | 950.407   | 69,1 |
|                                      | Algirdas Butkevičius | Lietuvos socialdemokratų partija        | 162.665   | 11,8 |
|                                      | Valentinas Mazuronis | Tvarka ir teisingumas                   | 84.656    | 6,2  |
|                                      | Valdemar Tomaševski  | Lietuvos lenkų rinkimų akcija           | 65.255    | 4,7  |
|                                      | Kazimira Prunskienė  | Lietuvos valstiečių liaudininkų sąjunga | 53.778    | 3,9  |
|                                      | Loreta Graužinienė   | Darbo partija (leiboristai)             | 49.686    | 3,6  |
|                                      | Česlovas Jezerskas   | Parteilos                               | 9.191     | 0,7  |
| Gesamt                               | Gesamt               | Gesamt                                  | 1.375.638 | 100  |
|                                      |                      |                                         |           |      |
| Ungültige Stimmen                    | Ungültige Stimmen    | Ungültige Stimmen                       | 17.640    | 1,3  |
| Wähler                               | Wähler               | Wähler                                  | 1.393.278 | 51,8 |
| Wahlberechtigte                      | Wahlberechtigte      | Wahlberechtigte                         | 2.691.603 |      |
|                                      |                      |                                         |           |      |
| Quelle: Vyriausioji Rinkimų Komisija |                      |                                         |           |      |